# 지금 당장 보건증이 필요해!
지금 당장 보건증이 필요해!는 대한민국에서 제작된 김나경 감독의 2014년 영화이다. 강진아 등이 주연으로 출연하였고 노가남 등이 제작에 참여하였다.

## 출연

### 주연
- 강진아
- 김보경
- 권정연
- 박형수

## 제작진
- 촬영부: 최한아
- 동시녹음: 이수현
- 붐오퍼레이터: 유상원
- 믹싱: 예은지